# Rácz Béla (ügyvéd)
Rácz Béla, született Katz (Berettyóújfalu, 1886. július 2. – London, 1945. október 19.) ügyvéd, újságíró, történeti munkák szerzője.

## Élete
Nagyváradon a jogakadémián tanult, ez idő tájt lépett be az MSZDP-be, lett a Munkásbiztosító Pénztár hivatalnoka, a Munkás Újság szerkesztője. Tanulmányait követően Nagyváradon ügyvédi irodát nyitott. Az őszirózsás forradalom idején a nagyváradi munkástanács elnöke, 1919 januárjában Nagyvárad, illetve Bihar vármegye kormánybiztosává nevezték ki, a Magyarországi Tanácsköztársaság idején pedig a nagyváradi direktórium és a vármegye intézőbizottságának elnöke volt. Áprilisban Nagyváradon megszűnt a tanácshatalom, így Rácz Budapestre ment, ahol a Belügyi Népbiztosságon működött, s a Szövetséges Központi Intéző Bizottságba is beválasztották. A kommün összeomlását követően, a román megszállás idején dr. Rácz Aurél álnéven bujkált és többeket kiszabadított a fogságból. Megalapította az MSZDP jogvédő irodáját. 1921-ben Bécsbe emigrált és 1938-ig a szovjet sajtóiroda (TASZSZ) munkatársaként dolgozott, az Anschluss után pedig Londonba költözött, ahol a Nagybritanniai Szabad Magyarok Egyesületének vezetőségében működött.

## Művei
- Vörösök és fehérek 70 év előtt. Az 1848/49-iki magyar ellenforradalom (Wien, 1920);
- Kereszténység és rabszolgaság (Wien, 1922).